# ARM Holdings

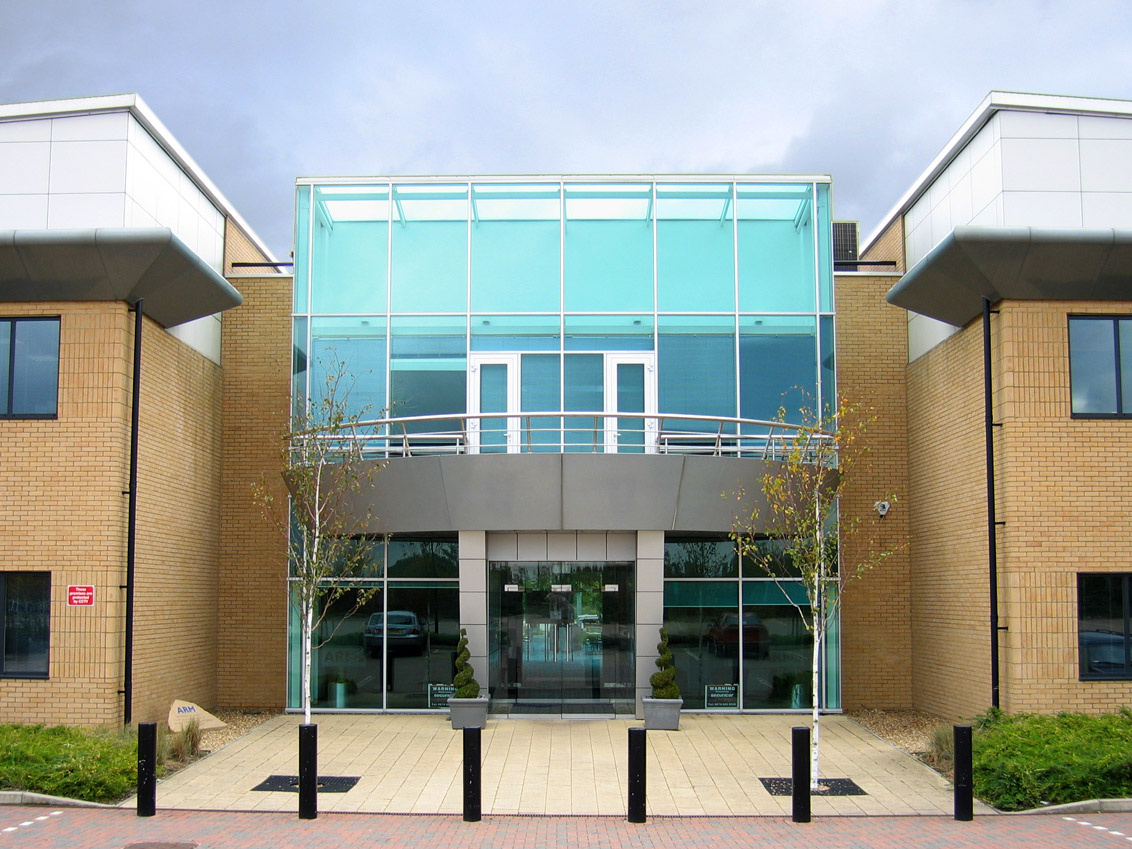
De ingang van ARM1, een van de gebouwen op de campus van ARM in Cambridge, Engeland

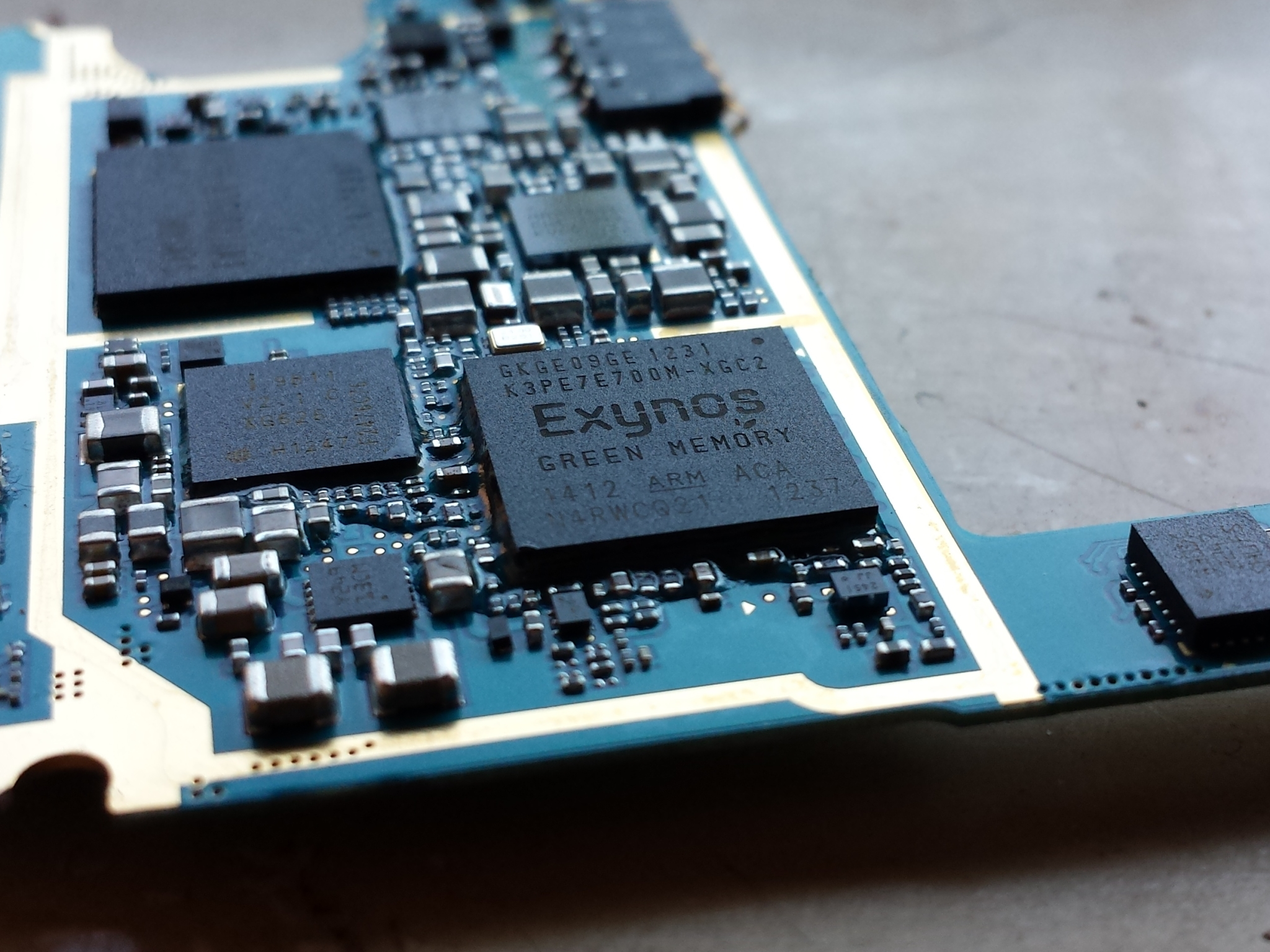
Een door ARM ontworpen chip in een Samsung smartphone

Arm Holdings plc (afgekort: Arm) is een Britse multinational die halfgeleiders en software produceert, met zijn hoofdkwartier in Cambridge. 
De meeste inkomsten komen van de Arm-processors (die oorspronkelijk gepopulariseerd werden door de Acorn Archimedes-computers), hoewel het bedrijf ook software en computersystemen verkoopt. Het bedrijf is leidinggevend wat betreft chips voor mobiele telefoons.
Het is vanaf september 2016 in handen van het Japanse bedrijf SoftBank.

## Activiteiten
Arm ontwerpt microchips voor diverse applicaties en vooral voor mobiele informatiedragers als smartphones. Arm produceert zelf geen chips, maar levert de ontwerpen aan klanten wereldwijd die hiervoor een vergoeding in de vorm van royalty's of licenties betalen.
In FY25 werden ruim 30 miljard chips op basis van Arm-ontwerpen geproduceerd. In 2015 was dit 15 miljard en had Arm een wereldwijd marktaandeel van 32% (2011: 22%). In 2015 behaalde het bedrijf hiermee een jaaromzet van bijna US$ 1,5 miljard.
In het gebroken boekjaar tot 30 maart 2025 was de omzet gestegen naar US$ 4,0 miljard. Het bedrijf gaf ongeveer 60% van de totale omzet uit aan R&D en veruit het grootste deel van de 8300 medewerkers zijn hierbinnen actief. De omzet wordt wereldwijd behaald, met name  in Azië en Noord-Amerika, het Amerikaanse omzetaandeel was 43% in FY25. Arm behaalde een nettowinst van US$&nbsp0,8 miljard.

### Resultaten
Het bedrijf heeft een gebroken boekjaar, het fiscale jaar 2025 (FY25) loopt van 1 april 2024 tot en met 30 maart 2025. In FY20 is de valuta gewijzigd waarin de resultaten worden gepresenteerd van Britse ponden naar Amerikaanse dollars.
De hoge winst in FY18 was een gevolg van de verkoop van een meerderheidsbelang in Arm Technology (China) Co. Ltd.. Het aandelenbelang van ARM daalde van 100% naar 47,3%, dit leidde tot een boekwinst op de verkoop en een positieve herwaardering van het resterende belang van in totaal 1,2 miljard pond sterling. In de laatste kolom staan het aantal chips die door ARM zijn ontwikkeld en de fabrikanten dat jaar hebben geleverd. Over deze chips worden royalty's en licentierechten betaald. De gemiddelde vergoeding ligt rond de 10 dollarcent per chip en dit is hoger voor modernere chips zoals de Armv9 die in FY22 werd geïntroduceerd.
In de onderstaande tabel zijn de resultaten over FY22 herzien (hz). Arm stapte toen over van Britse boekhoudkundige regels naar de Amerikaanse.
| Jaar      | Omzet       | Bedrijfs- resultaat | Netto- resultaat | Werk- nemers | Chips (× miljard) |
| Jaar      | (× miljoen) | (× miljoen)         | (× miljoen)      | Werk- nemers | Chips (× miljard) |
| --------- | ----------- | ------------------- | ---------------- | ------------ | ----------------- |
| FY18      | £ 1368      | £ 99                | £ 31             | 5434         | 21                |
| FY19      | £ 1388      | £ 75                | £ 1015           | 5908         | 22,5              |
| FY20      | £ 1492      | £ 34                | £ −63            | 6334         | 22,8              |
| FY21      | $ 1979      | $ 16                | $ −175           | 6893         | 25,0              |
| FY22      | $ 2703      | $ 761               | $ 471            | 6428         | 29,2              |
| FY22 (hz) | $ 2703      | $ 633               | $ 549            |              |                   |
| FY23      | $ 2679      | $ 671               | $ 524            | 5963         | 30,6              |
| FY24      | $ 3233      | $ 111               | $ 306            | 7096         | 28,6              |
| FY25      | $ 4007      | $ 831               | $ 792            | 8330         | 30,6              |

## Geschiedenis
In december 1978 werd de Cambridge Processor Unit Ltd opgericht door Hermann Hauser en Chris Curry, een adviesbureau om computercomponenten te ontwerpen en bouwen. Korte tijd later werden hier microcomputersystemen aan toegevoegd en de eerste producten werden begin 1979 uitgegeven onder de merknaam Acorn Computers Ltd. Na een succesvolle periode raakte het bedrijf in financiële problemen en werd in 1985 van de ondergang gered door Olivetti die een kwart van de aandelen in handen kreeg. 
In 1990 werd ARM een zelfstandig onderdeel en Apple Computer (nu Apple Inc.) was bereid hierin geld te steken. Van Acorn gingen 12 werknemers over naar de nieuwe onderneming. Oorspronkelijk heette het bedrijf Advanced RISC Machines, later afgekort tot Arm, en was het een joint venture van Acorn Computers, Apple Computer en VLSI Technology. Er kwamen meer klanten en in 1997 ging het bedrijf naar de effectenbeurs van London en het kreeg ook een notering op de NASDAQ.
In juli 2016 deed het Japanse telecombedrijf SoftBank een bod van US$ 32 miljard op alle aandelen. Het Britse technologiebedrijf ontwerpt microchips voor de telecomindustrie voor klanten als Samsung, Apple en Huawei. De overname had geen gevolgen voor het huidige management van Arm en ook het hoofdkantoor bleef in Cambridge. Met deze overname heeft SoftBank de positie versterkt op de nieuwe markt voor chips voor apparaten verbonden met het internet. De transactie werd op 5 september 2016 afgerond. 
Op 13 september 2020 kondigde NVIDIA aan dat ze met SoftBank overeenstemming had bereikt om Arm over te nemen voor US$ 40 miljard 
(ongeveer € 33,7 miljard). Aandeel- en toezichthouders moesten de transactie nog goedkeuren. Op 16 november 2021 kondigde de Britse Competition and Markets Authority (CMA) een diepgaand onderzoek aan, de focus ligt hierbij op de mededinging en de nationale veiligheid. Op 7 februari 2022 heeft NVIDIA de overname afgeblazen, er kwam te veel weerstand van toezichthouders en klanten. NVIDIA heeft al US$ 1,25 miljard betaald aan de verkopende partij en zal dit geld niet terugkrijgen. Na deze mislukte verkooppoging viel in februari 2022 het besluit ARM als zelfstandige onderneming naar de effectenbeurs te brengen.
In augustus 2023 leverde Arm de nodige papieren in voor de introductie op de NASDAQ-aandelenbeurs. Er werden geen nieuwe aandelen geplaatst en alleen SoftBank verkocht zo'n 10% van de aandelen in Arm. Op 14 september 2023 kregen de aandelen een notering en de introductieprijs was US$ 51.